# Filosofía de Albert Camus

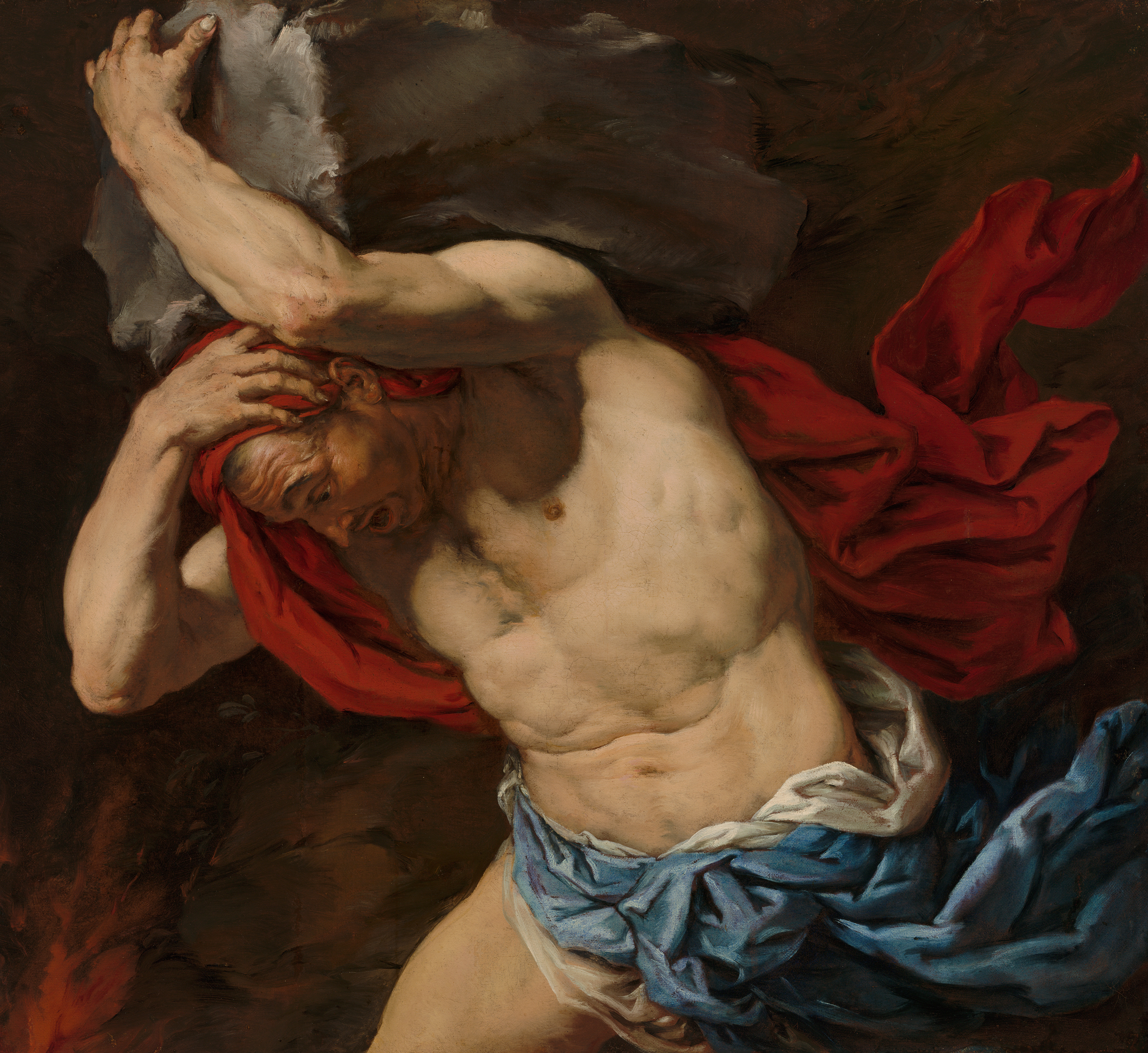
Sisyphus, de Antonio Zanchi, 1660-1665.

La filosofía del absurdo, es el término utilizado para referirse a la obra y pensamiento filosófico del escritor Albert Camus, a pesar de que él lo rechazó.   
Su filosofía manifiesta las ideas políticas, libertarias, sociales y filosóficas del autor, y se inspira en corrientes  anteriores, como la filosofía griega, el nihilismo, el pensamiento nitzscheano y el existencialismo de Kierkegaard y Dostoievski. Camus igualmente afirmó que no pertenecía al existencialismo francés y buscó que se lo viera y entendiera con independencia de este movimiento.  

## Temas
Su obra se estructura en torno a varios grandes temas: el fracaso y los errores del marxismo y el comunismo, el "absurdo" en la vida del hombre, « la revuelta ante la desigualdad o la injusticia »,  el amor, como breve y pasajero, entre muchos otros.
Entre los temas más importantes reflexionados y desarrollados por Camus en sus obras, se encuentran: la felicidad momentánea, la belleza de la naturaleza y de la luminosidad, la falta de sentido de la vida y del mundo humano, la soledad del hombre, el amor como breve y pasajero, el absurdo que rodea y se interpone en la vida del hombre, las contradicciones de la justicia y la injusticia, los límites de la libertad y los límites de los actos, la razón enfrentada al absurdo, la tiranía y sus métodos, la vida humana para la muerte, los actos circulares del terrorismo, el crimen planificado, la culpa: ¿criminales o inocentes?, ¿justicieros o asesinos?, la obediencia ciega al partido, la rebeldía ante la desigualdad o la injusticia, el suicidio del rebelde, la revolución y los múltiples  asesinatos... Se interroga Camus si todo está permitido... Y cuál es la responsabilidad individual y/o colectiva de los actos.
El ciclo del absurdo, o de la negación, aborda principalmente la cuestión del suicidio, la vida humana rodeada de absurdos, y la ausencia de  sentido del mundo. Se expresa en cuatro de sus obras. : la novela El extranjero (1942), el ensayo El mito de Sísifo (1942), y en las obras de teatro Calígula (1945) y El malentendido (1944). Al rechazar el refugio de las creencias cristianas, el hombre toma conciencia de que su existencia gira en torno a actos repetitivos y sin sentido, como los de Sísifo. La certeza de la muerte sólo refuerza, según Camus, el sentimiento de inutilidad de toda existencia. Lo absurdo es, por tanto, el sentimiento protuberante que siente el hombre ante la ausencia de sentido frente al universo, y la dolorosa constatación de su inevitable condición mortal y su fin.
El ciclo de la revuelta, es una respuesta directa al absurdo o al desequilibrio o la injusticia que el hombre rebelde  encuentra en el mundo. Lo expresan  sus obras. : El extranjero (1942) la novela La peste (1947), el libro de  ensayos El hombre rebelde (1951), y obras de teatro El estado de sitio (1948),  Los justos (1949), y Los poseídos (1959).  La revuelta es para el escritor una forma de vivir lo absurdo: « El hombre rechaza el mundo tal como es, y no puede escapar de él »,y es absurdo porque en su deseo de eliminar la desigualdad o en su indignación frente a la injusticia humana, termina cometiendo asesinato e ingresando al círculo vicioso que lo conduce a prisión, a suicidio o a otro asesinato. Considera Camus que al suprimir la idea de la vida eterna, del imaginario paraíso celestial, el hombre se libera al de las limitaciones que impone un futuro improbable; el hombre gana libertad de acción, lucidez y dignidad. Pero la visión utópica del marxismo le ofrecerá otro paraíso, esta vez terrestre. Camus analiza en El hombre rebelde (!951) las contradicciones e inconsistencias de la doctrina marxista, y del fracaso de sus experimentos y promesas.
La filosofía de Albert Camus comparte una comprensión singular y lúcida, al promover un mensaje de resiliencia, coraje y emancipación frente a lo absurdo de la vida. Inspira a buscar y crear nuestro propio sentido a través de nuestras elecciones y compromisos personales, y a abrazar la libertad con responsabilidad. El hombre, dirá,  es responsable de sus actos. Y aunque el mundo puede ser indiferente a nuestra búsqueda de significado o sentido, esta búsqueda es  significativa en sí misma.
Como testigo directo de las dos guerras mundiales, la guerra civil española, la guerra de independencia de Argelia y la guerra de Vietnam, Camus no deja de pensar en el tema del asesinato, los campos de concentración, las expropiaciones, el terrorismo y las torturas. Y se pregunta por el derecho que el hombre se atribuye para matar a otro hombre. Posiblemente en esta dirección reflexiva el libro más importante de Albert Camus es El hombre rebelde (1951). Ahí desarrolla uno de los temas principales de su filosofía: la ilegitimidad del asesinato, asesinato pasional o asesinato legitimado y razonado. En sus distintas obras reflexiona sobre el tema del asesinato y la culpa del asesinato. En El extranjero (1942), Los justos (1949), El malentendido (1944), El hombre rebelde (1951), Los poseídos (1059), o Ni víctimas ni verdugos (2014), continúa las reflexiones sobre la responsabilidad individual de los actos y la ilegitimidad del asesinato.  
En El hombre rebelde (1951) recorre la historia de los asesinatos considerados justificados o legitimados, y manifiesta su desacuerdo. Considera que el marxismo es una doctrina utópica y una nueva fe que ofrece, en reemplazo del paraíso celestial, un paraíso terrenal inexistente. Este aspecto principal de su librepensamiento lo enfrenta con Jean Paul Sartre, quien representaba a un militante comunista, activista del maoísmo y promotor de la Revolución Cultural China, y defensor de un pensamiento marxista y doctrinario que Camus rechazó y cuestionó. El hombre rebelde (1951) marca la ruptura de Albert Camus y Jean Paul Sartre Schweitzer, y muestra dos personalidades y dos pensamientos muy distintos y distantes. 
Norberto Bobbio y Albert Camus coinciden en varios aspectos: Bobbio habla de un mundo feo. Camus, de un mundo absurdo. Ni el primero estaría bien clasificado en el feísmo, ni el segundo lo está bien en el llamado absurdismo. Los dos pertenecen al mundo de la reflexión. Los dos consideran el terrorismo internacional inaceptable. 
Un estudio riguroso del pensamiento filosófico de Albert Camus supone recorrer con cuidado la totalidad de sus obras y temas. Investigar las reflexiones y aportes sobre su padre escritos por su hija, Catherine Camus Faure, también escritora. Su escritura es el mejor y más fiel testimonio de sus conceptos e ideas. El Premio Nobel, recibido el 14 de diciembre de  1957, representa un amplio y justo reconocimiento al desarrollo de su pensamiento, y la pertinencia, vigencia y coherencia de sus propuestas e ideas.